# Lista de raças de ovinos
Esta é uma lista das raças de ovinos. As raças de carneiros domésticos (Ovis aries) estão listadas por dois critérios.

## Raças por tipo de finalidade

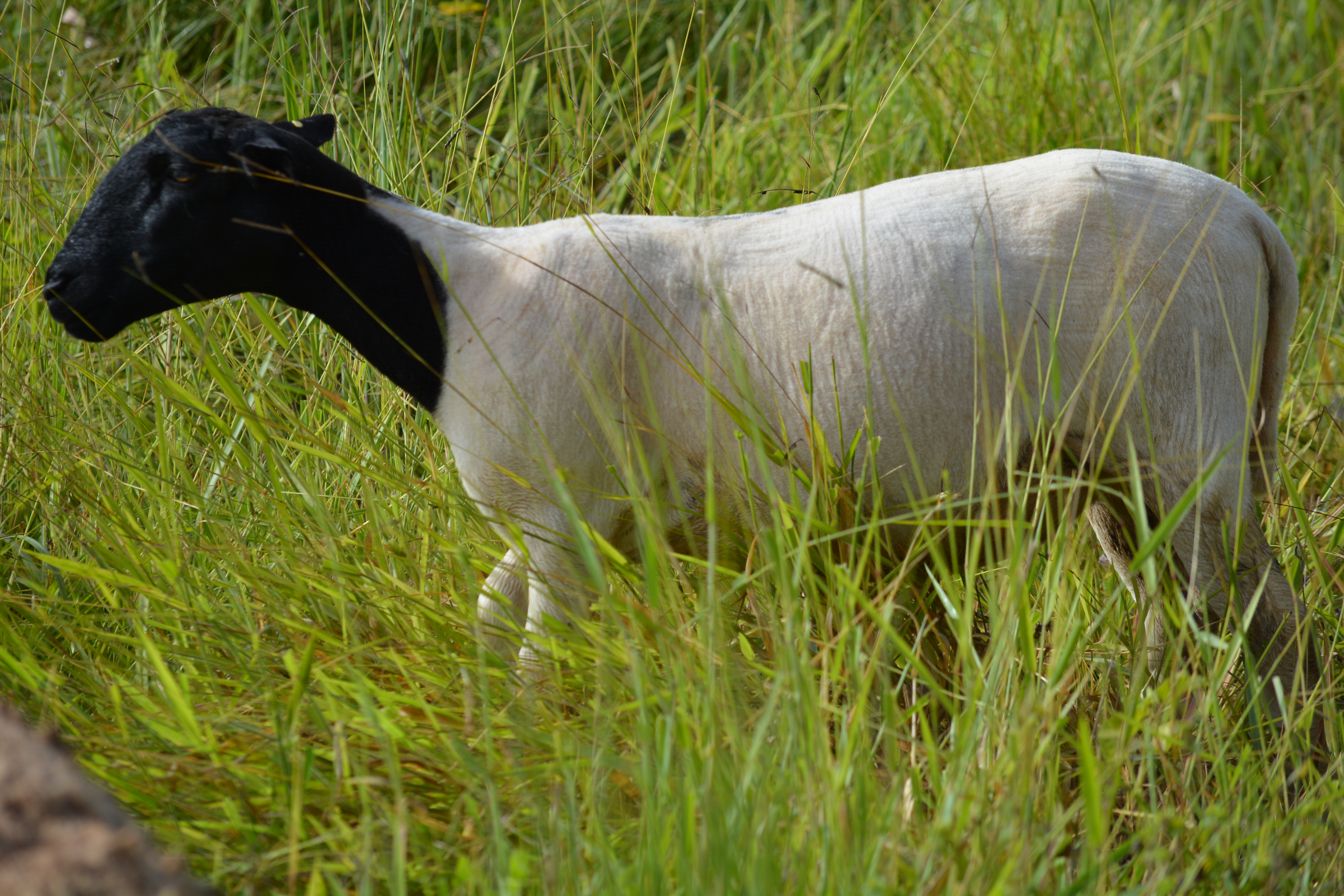
Oveha Dorper

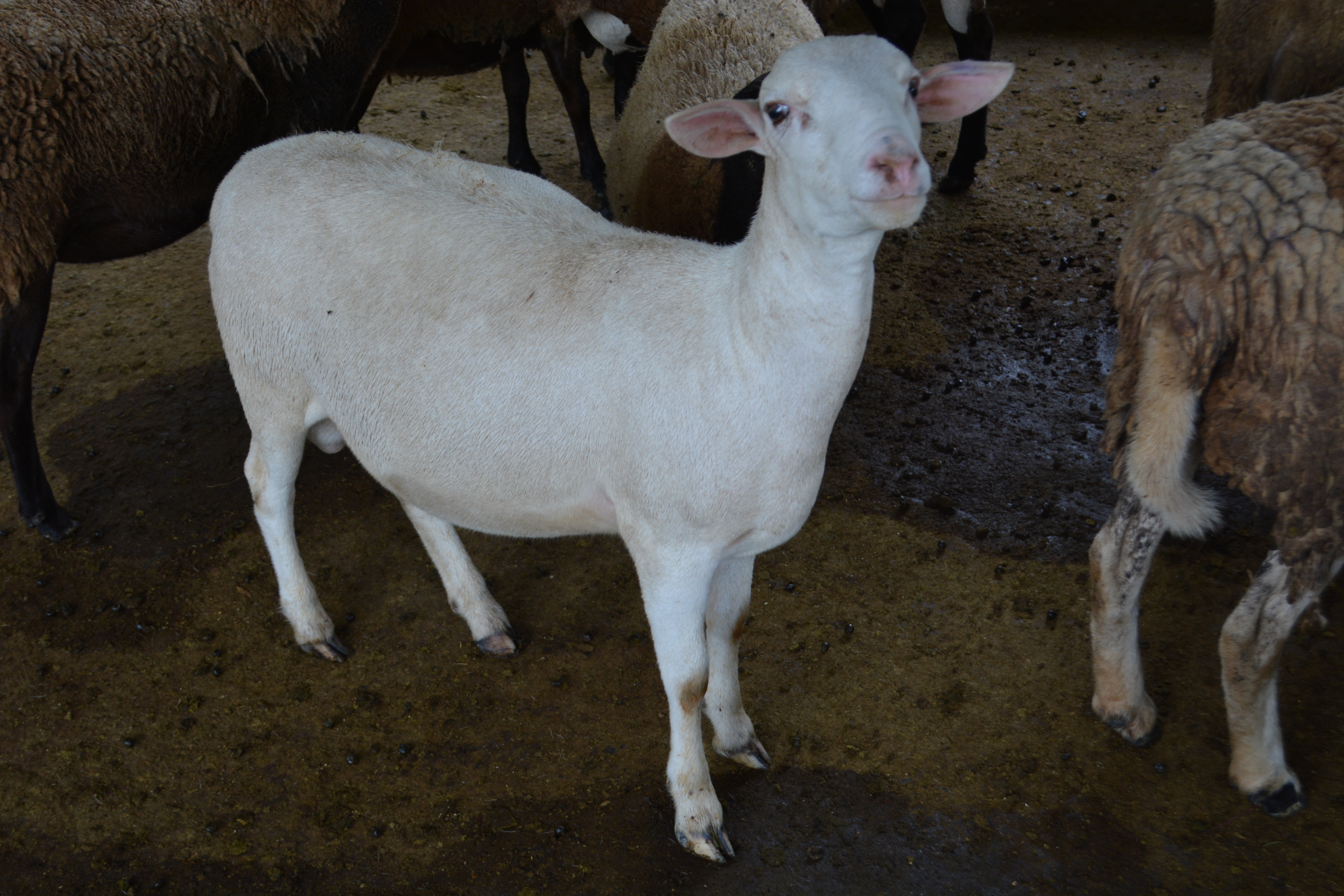
Carneiro White Dorper

### Raças decarne
- Dorper
- White Dorper
- Santa Inês

### Raças depelo
- Africana
- Barbados Blackbelly
- Cabeça Preta Persa
- Brazilian Somali
- Damara
- Katahdin
- Morada Nova (ovelha)
- Masai
- Pelibuey
- Rabo Largo
- Royal White
- Sahel-type
- Santa Inês
- Soay, com linhagens britânicas e americanas
- Somali
- St. Croix (Virgin Island White)
- Touabire
- Uda
- West African Dwarf

### Raças deleite
- Assaf
- East Friesian
- Lacaune (ovelha)

### Raças de dupla finalidade (lãecarne)
- Bergamácia[1]
- Columbia
- Coopworth
- Corriedale
- Finnsheep ou Landrace Finlandesa
- Hampshire e South Hampshire
- Lincoln
- Cara Preta Lituana
- Merino
- Polypay
- Rambouillet
- Romney
- Southdown
- South Dorset
- Suffolk e South Suffolk

### Raças de tripla finalidade (lã,carneeleite) sheep
- Icelandic

## Lista alfabética das raças de ovinos

### A
- Acıpayam
- Adal
- Africana
- Alai
- Alcarreña
- Algarve Churro
- Alpines Steinschaf
- Altay (Altai)
- Ancon (Otter sheep)
- Apennine
- Arabi
  - Afghan Arabi
  - Algerian Arabi
- Arapawa Island
- Armenian Semicoarsewool
- Askanian
- Awassi

### B
- Balkhi
- Baluchi
- Barbados Blackbelly
  - American Blackbelly (Barbado)
- Basco-Béarnais
- Bentheimer Landschaf (Bentheim sheep)
- Bergamasca
- Berichon du Cher
- Beulah Speckled-Face
- Bibrik
- Biellese
- Blackhead Persian
- Bleu du Maine (Blauköpfiges Fleischschaf)
- Bluefaced Leicester
- Bond
- Border Leicester
- Boreray
- Bovska
- Braunes Bergschaf (Carneiro Montês Marrom)
- Brazilian Somali
- Brillenschaf (Ovelha Caríntia)
- British Milk Sheep
- Bündner Oberland

### C
- California Red
- California Variegated Mutant
- Carneiro ken karbepula
- Ovelha Camaronesa
- Campanian Barbary
- Castlemilk Moorit
- Cine Capari
- Charmoise
- Charollais
- Cheviot
  - Brecknock Hill Cheviot
  - North Country Cheviot
- Chios
- Cholistani
- Churra
- Cikta
- Clun Forest
- Coburger Fuchsschaf (Coburg sheep)
- Columbia
- Comeback
- Comisana
- Coopworth
- Cormo
- Corriedale
- Cotswold
- Criollo

### D
- Dala
- Dalesbred
- Dagliç
- Damani
- Damara
- Danish Landrace
- Dartmoor
  - Greyface Dartmoor
  - Whiteface Dartmoor
- Debouillet
- Derbyshire Gritstone
- Deutsches Bergschaf (Carneiro Montês Alemão)
- Devon Closewool
- Devon Longwoolled
- Dorper
- Dorset
- Dorset Down
- Drysdale

### E
- Easycare
- East Friesian (Ostfriesisches Milchschaf)
- Elliottdale
- Engadina Vermelha
- English Leicester
- Exmoor Horn

### F
- Fabrianese
- Faroes
- Fat-tailed sheep
- Finnsheep (Landrace Finlandesa)
- Flanders Milk (ovelha) (raça extinta)
- French Alpine (ovelha)
- Friesian Milk (ovelha)
- Fuglestad

### G
- Galway
- Gansu Alpine Fine-wool
- Gentile di Puglia
- Geschecktes Bergschaf
- Ghezel
- Gotland sheep
- Gotland Pelt
- Gökçeada
- Gromark
- Groningen Milk sheep (extinct breed)

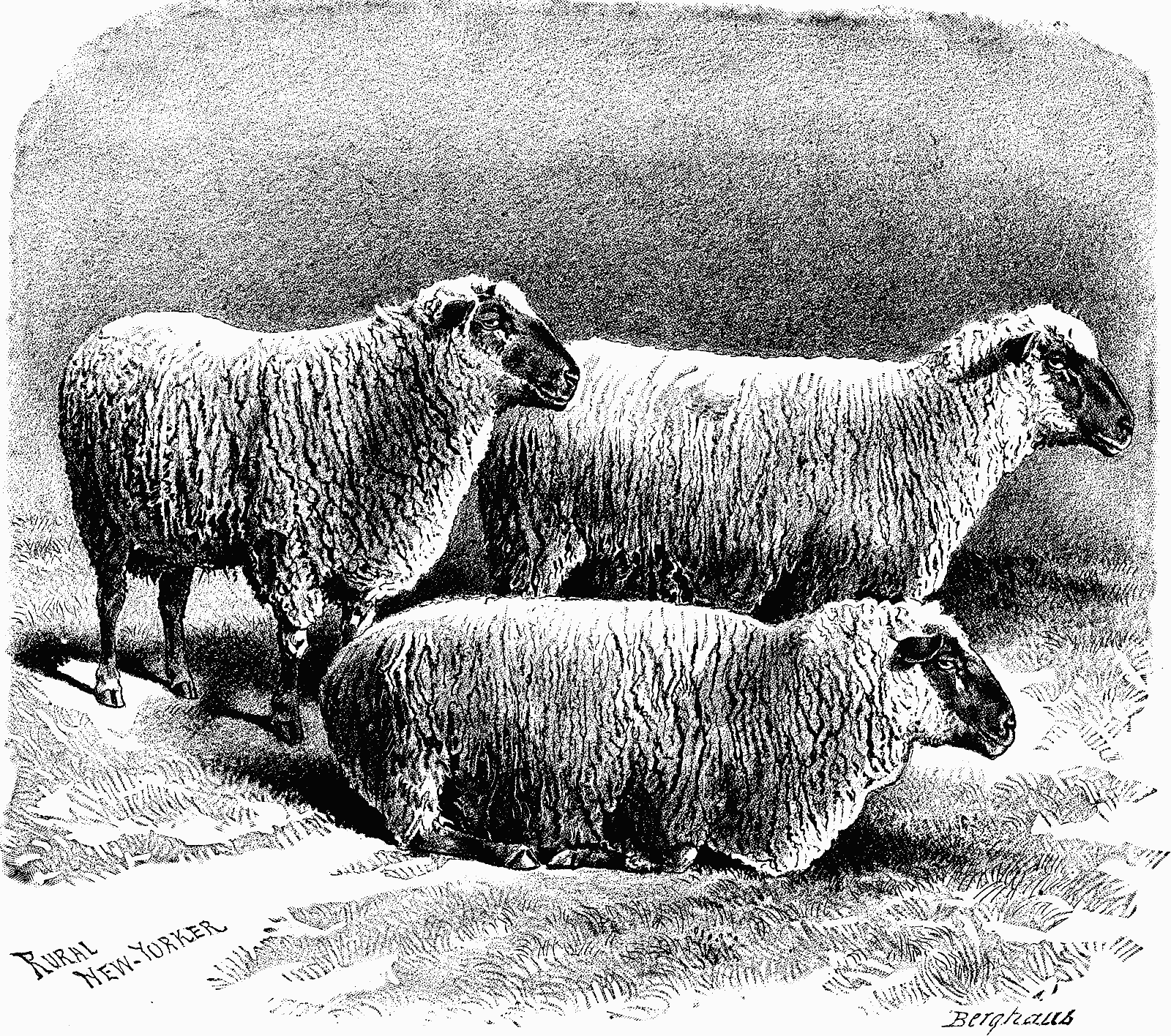
Raça Hampshire, numa ilustração de 1887

- Gulf Coast
- Gute

### H
- Hampshire
- Han
- Harnai
- Hasht Nagri
- Hazaragie
- Hebridean
- Heidschnucke (German Heath)
  - Graue gehörnte Heidschnucke
  - Moorschnucke (Weiße hornlose Heidschnucke)
  - Weiße gehörnte Heidschnucke
- Herdwick
- Herik
- Hill Radnor
- Hog Island
- Hu

### I
- Icelandic
- Ideal (ovelha)
- Île-de-France
- Istrian milk

### J
- Jacob
- Jezerskosolcavska
- Juraschaf

### K
- Kachhi
- Kajli
- Kamakuyruk
- Karakul
- Karayaka
- Katahdin
- Kerry Hill
- Kivircik
- Kooka
- Krainer Steinschaf

### L
- Landais
- Langhe
- Lati
- Latxa
- Leineschaf
  - Leineschaf ursprünglicher Typ (Leine do velho tipo)
- Lincoln
- Cabeça Preta Lituana
- Llanwenog
- Lleyn
- Lohi
- Lonk
- Luzein

### M
- Maltesa
- Manchega
- Manech
- Manx Loaghtan
- Masai
- Massese sheep
- Mehraban
- Merilin
- Merinizzata Italiana
- Merino
  - Merino Argentino
  - Merino Arles
  - Meriro da Beira Baixa
  - Merino Booroola
  - Merino Delaine
  - Merino Fonthill
  - Merino Karacabey
  - Merino de lã média
  - Merinofleischschaft
  - Merinolandschaf (Merino Alemão)
  - Merino de lã longa
  - Merino Poll
  - Merino Sul-Africano
  - Merino Sul-Africano mutton (South African Meat Merino or SAMM)
  - Merino Strong Wool
- Moghani
- Montadale
- Morada Nova
- Moles

### N
- Navajo-Churro
- Nellore
- Nolana sheep
- Norfolk Horn
- North Ronaldsay
- Norwegian Fur

### O
- Old Norwegian
- Orkney
- Ossimi
- Ouessant
- Oxford

### P
- Pag Island
- Pagliarola
- Pedi Sheep
- Pelibüey
- Perendale
- Pinzirita
- Pitt Island
- Polwarth
- Polypay
- Portland
- Priangan
- Polish Heath

### Q
- Qashqai
- Qinghai Black Tibetan
- Qinghai Semifinewool
- Quadrella
- Quanglin Large-Tail

### R
- Rabo Largo
- Racka
- Rambouillet
- Rasa Aragonesa
- Rauhwolliges Pommersches Landschaf (Pomeranian Coarsewool)
- Red Karaman
- Rhönschaf (Rhoen sheep)
- Rideau Arcott
- Romanov
- Romney sheep (Romney Marsh)
- Rouge de l'Ouest
- Rouge de Roussillon (Roussillon Vermelha)
- Rough Fell
- Royal White
- Rya
- Ryeland
- Rygja

### S
- Sahel-type
- Sakiz
- Santa Cruz
- Santa Inês
- Sardenhesa
- Šar Mountain
- Schoonebeker
- Schwarzköpfiges Fleischschaf (German Blackheaded Mutton)
- Schwarzes Bergschaf
- Scottish Blackface
- Shetland
- Shropshire
- Sicilian Barbary
- Skudde
- Soay
- Somali
- Sopravissana
- South Devon
- South Dorset
- South Hampshire
- South Suffolk
- Southdown
- South Wales Mountain
- Spælsau
- Spiegel
- St. Croix (Virgin Island white)
- Steigar
- Steinschaf
- Suffolk
- Sumavska
- Swaledale
- Swedish Fur sheep
- Swifter
- Schweizer Schwarzbraunes Bergschaf (Swiss Black-Brown Mountai)
- Schweizer Alpenschaf (Swiss Alpine)

### T
- Targhee
- Teeswater
- Texel
- Thalli
- Tiroler Steinschaf (Tyrol Mountain)
- Tong
- Touabire
- Tsurcana
- Tunis
- Tuj
- Türkgeldi

### U
- Uda
- Ujumqin
- Ushant

### V
- Valais Blacknose
- Van Rooy
- Vendéen

### W
- Walachenschaf (Valáquia)
- Waldschaf (Carneiro da Floresta Bávara)
- Wallis Country
- Waziri
- Weißes Bergschaf (Swiss White Alpine)
- Weißköpfiges Fleischschaf (German Whiteheaded Mutton)
- Welsh Hill Speckled Face
- Welsh Mountain
  - Balwen Welsh Mountain
  - Black Welsh Mountain
  - Welsh Mountain Badger Faced
- Wensleydale
- West African Dwarf
- White Horned Heath
- White Karaman
- White Suffolk
- Whiteface Woodland
- Wiltshire Horn

### X
- Xalda
- Xaxi Ardia
- Xinjiang Finewool

### Y
- Yankasa
- Yemeni
- Yemen White
- Yiecheng
- Yoroo
- Yunnan Semifinewool

### Z
- Zackel
- Zaghawa
- Zagoria
- Zaian
- Zaïre Long-Legged
- Zakynthos
- Zeeland Milk
- Zel
- Zelazna
- Zemmour
- Zeta Yellow
- Zlatusha
- Zoulay
- Zwartbles